# 普通凤丫蕨
普通鳳丫蕨（学名：Coniogramme intermedia），又名华凤丫蕨、带羽凤丫蕨、阔带凤丫蕨、阔基凤丫蕨、广东凤丫蕨、优美凤丫蕨，为铁线蕨科凤丫蕨属下的一个种。其种加词“intermedia”意为“中间的”。